# Sabalan
Sabalan (arab. سبلان) – nieistniejąca już arabska wieś, która była położona w Dystrykcie Safedu w Mandacie Palestyny. Wieś została wyludniona i zniszczona podczas I wojny izraelsko-arabskiej, po ataku Sił Obronnych Izraela w dniu 30 października 1948.

## Położenie
Sabalan leżała w Górnej Galilei w pobliżu zachodniego skraju masywu górskiego Meron, w odległości 16 kilometrów na północny zachód od miasta Safed. Według danych z 1945 do wsi należały ziemie o powierzchni 179,8 ha. We wsi mieszkało wówczas 70 osób.
| własność gruntów | powierzchnia gruntów (hektary) |
| ---------------- | ------------------------------ |
| Arabowie         | 126,2                          |
| Żydzi            | 0                              |
| publiczne        | 53,6                           |
| Razem            | 179,8                          |

| Rodzaj użytkowanych gruntów | hektary |
| --------------------------- | ------- |
| uprawy oliwek               | 6,5     |
| uprawy nawadniane           | 14,4    |
| uprawy zbóż                 | 42,1    |
| nieużytki                   | 121,9   |
| zabudowane                  | 1,4     |

## Historia
Wieś Sabalan powstała w XIX wieku na szczycie góry położonej powyżej druzyjskiej wioski Churfeisz. Na górze tej znajdował się grobowiec słynnego druzyjskiego proroka Nabi Sabalana, do którego corocznie przybywały pielgrzymki Druzów. W okresie panowania Brytyjczyków Sabalan była małą wsią. We wsi znajdował się jeden meczet.

Podczas wojny domowej w Mandacie Palestyny w rejonie wioski Sabalan stacjonowały siły Arabskiej Armii Wyzwoleńczej. Podczas I wojny izraelsko-arabskiej w październiku 1948 Izraelczycy przeprowadzili operację Hiram. W dniu 30 października Sabalan została zajęta przez izraelskich żołnierzy. Następnie wieś została wysiedlona, a większość domów wyburzono.

## Miejsce obecnie
Rejon wioski Sabalan został włączony do druzyjskiego miasteczka Churfeisz.
Palestyński historyk Walid Chalidi, tak opisał pozostałości wioski Sabalan: „Pozostaje tylko jeden dom. Jest on obecnie zajęty przez strażników i opiekunów sanktuarium al-Nabi Sabalan, które znajduje się naprzeciwko domu. Dla odwiedzających świętego dla Druzów sanktuarium wybudowano nowe budynki”.